# Ilyphagus bythincola
Ilyphagus bythincola är en ringmaskart som beskrevs av Chamberlin 1919. Ilyphagus bythincola ingår i släktet Ilyphagus och familjen Flabelligeridae. Inga underarter finns listade i Catalogue of Life.